# Loxosceles chinateca
Loxosceles chinateca là một loài nhện trong họ Sicariidae.
Loài này thuộc chi Loxosceles. Loxosceles chinateca được miêu tả năm 1983 bởi Gertsch & Ennik.